# Nikita Gluškov
Nikita Andreevič Gluškov (in russo Никита Андреевич Глушков?; Kirov, 23 giugno 1994) è un calciatore russo, centrocampista dell'ML Vicebsk in prestito dal Baltika.